# Harmati Sándor
Harmati Sándor, született Herman Sándor, 1906-tól Harmati (Budapest, 1892. július 9. – Flemington, 1936. április 4.) magyar származású amerikai hegedűművész, karmester és zeneszerző, aki leginkább a Jan Peerce számára 1934-ben írt "Bluebird of Happiness" című daláról ismert.

## Életpályája
Herman Mózes (Mór) zenész, kereskedő és Fröhlich Zsófia gyermekeként született budapesti zsidó családban, 1892. július 9-én.
A budapesti Zeneakadémián tanult, ahol 1909-ben hegedűtanári oklevelet szerzett. 1910 és 1912 között szülővárosában szimfonikus zenekar koncertmestere volt. 1914-ben az USA-ba emigrált. 1917 és 1921 között a Letz Vonósnégyesben, 1922-ben vezetője is lett; és az Elki Zongoratrióban (Ernö Rapée, zongora; Paul Gruppe, cselló; Harmati Sándor, hegedű) játszott. 1922 és 1925 között első hegedűs volt a Lenox vonósnégyesben, amelynek társalapítója is volt.
1921-ben társalapítóként részt vett az American Music Guild megalakulásában, amelyet fiatal amerikai zeneszerzők egy csoportja hozott létre azzal a céllal, hogy "megtanulják egymás zenéjét és más amerikai zeneszerzők műveit méltó módon mutassák be a New York-i közönség számára". Alapítótagok voltak még Frederick Jacobi, Marion Bauer, Emerson Whithorne, Louis Gruenberg, Charles Haubiel, A. Walter Kramer, Harold Morris, Albert Stoessel és Deems Taylor volt.
1923. november 11-én a New York-i Klaw Theaterben Harold Bauer és a Lenox Quartet adta elő első alkalommal Ernest Bloch 1. zongorakvintettjét („Piano Quintet No. 1”), amelyben ő is közreműködött: Harold Bauer zongorán; Harmati Sándor és Wolfe Wolfinsohn hegedűn; Nicolas Moldavan brácsán és Emmeran Stoeber csellón.
1924. szeptember 19-én, a VII. Berkshire-i Kamarazenei Fesztiválon a Lenox Quartet ezúttal a La Belle Dame sans Merci bemutatóján működött részre, amely Wallingford Riegger szerzeménye és John Keats verseire épül.
1925 októberétől 1929-ig, amikor betegsége miatt nyugdíjba vonult, Harmati az Omahai Szimfonikus Zenekar zenei vezetője volt. 1927-ben számos koncertet adott a németországi Frankfurti Nemzetközi Fesztiválon. Több alkalommal lépett fel vendégkarmesterként Párizsban és Berlinben.
1933-ban ő lett Albert Stoessel-t követve a Westchester County Music Festival karmestere, amelyen 1934-ben és 1935-ben fellépett a Westchester Fesztivál Zenekarral.
1935 februárjában ő vezényelte Gustav Holst At the Boar's Head című operáját az első egyesült államokbeli előadásán a New York-i MacDowell Club-ban.
1935. március 1-jén a New York-i Adelphi Theaterben az American Balett New York-i premierjén George Balanchine Serenade című balettjét dirigálta, amelynek zenéjét Csajkovszkij vonósszerenádja adja.
1935. március 5-én New York-ban Balanchine Álmok (Dreams) című balettjének (George Antheil zenéje) világpremierjén vezényelte újra az American Balettet.
1936. április 4-én hunyt el 43 éves korában Flemingtonban, New Jersey államban.

## Bluebird of Happiness
Ma leginkább a „Bluebird of Happiness” című dala miatt emlékeznek rá, amelyet 1934-ben írt barátjának, Jan Peerce tenoristának. A dal szövegét Edward Heyman és Harry Parr-Davies írta. Peerce három felvételt készített a dalból: 1936-ban Paul Robinson álnéven; 1945-ben, saját nevén, Sylvan Levin által vezényelt zenekarral; 1958-ban (a Las Vegas-i változat) Joe Reisman-nal és zenekarával. Az 1945-ös felvétel világsikert hozott Peerce számára, sok operai felvételét felülmúlva, és második lett Enrico Caruso George M. Cohan "Over There" című felvétele mögött, az opera- és koncerténekesek által készített legkelendőbb lemezek listáján.

## Művei
További kompozíciói a következők:
- opera (Sweetmeat Game)
- két szimfonikus költemény (Folio, Primavera;[24] egyik 1922-ben Pulitzer-ösztöndíjat nyert)
- két Caprice (1914, 1932)
- Phantasy Variations
- Suite vonószenekarra
- Prelude to a Melodrama (ezt először 1928-ban adta elő a Philadelphia Orchestra Leopold Stokowski vezényletével, és elnyerte a Juilliard Alapítvány díját) [11]
- Kísérőzene a The Jeweled Tree-hez
- Elysian Idyll fuvolára és kiszenekarra
- három vonósnégyes
- művek hegedűre és zenekarra, valamint hegedűre és zongorára
- Indiai szerenád (a cappella)
- 103. zsoltár (vegyes hangok és zenekar)
- olyan dalok, mint az "God's World" (Edna St. Vincent Millay), a "Nod" (Walter de la Mare) és "The Owl and the Pussycat" ( Edward Lear).[25]

## Fordítás
- Ez a szócikk részben vagy egészben  a   Sandor Harmati című angol Wikipédia-szócikk ezen változatának fordításán alapul.  Az eredeti cikk szerkesztőit annak laptörténete sorolja fel. Ez a jelzés csupán a megfogalmazás eredetét és a szerzői jogokat jelzi, nem szolgál a cikkben szereplő információk forrásmegjelöléseként.